# Desa Jatisari (administrativ by i Indonesien, Jawa Barat, lat -7,83, long 113,75)
Desa Jatisari är en administrativ by i Indonesien.   Den ligger i provinsen Jawa Barat, i den västra delen av landet, 800 km öster om huvudstaden Jakarta.